# モロタイ島県
モロタイ島県（モロタイとうけん、インドネシア語: Kabupaten Pulau Morotai）インドネシアの北マルク州、モロタイ島を中心にする県。県都はモロタイ
2010年の調査では人口は52860人だった。

## 歴史
15世紀から16世紀にかけてモロタイはテルナテ島を中心とするテルナテ・スルタン国のスルタンの影響圏にあった。テルナテ島はモロと呼ばれた広い地域の中心であり、モロタイ島や南隣のハルマヘラ島の海岸なども影響圏であった。
16世紀半ば、島はイエズス会の宣教師の拠点となった。テルナテ島やハルマヘラ島のムスリム諸国は布教活動の拠点に憤慨し、1571年にポルトガル人排斥の一環として島から宣教師を排除しようとした。17世紀、テルテナはモロタイ島への影響力を拡大し、人口の大部分の島外への移動を繰り返し強いた。17世紀初期には多くの人口がヘルマヘラ西部の要衝にあるDodingaという小村に移動された。1627年と28年にはテルテナのスルタンであるハムザが島内のキリスト教徒の多くをより簡単に制御できるテルナテのマラユへ移住させた。

### 第二次世界大戦
島は1942年の初期に日本によって占領された。
その後、1944年9月になるとモロタイ島の戦いを経てモロタイ島の南部平原はアメリカ軍が占領し、1945年初期のフィリピンの戦い、5-6月のボルネオの戦いの戦略拠点として利用した残留日本兵となった中村輝夫は1974年にモロタイ島のジャングルで発見された。

## 地理
モロタイ島はハルマヘラ島の北に位置する険しく、森の深い島である。面積は1800km2程であり、南北80km、東西は42km以下である。県最大の町は島内南岸のダルバであり、モロタイ島のほとんどの居住地は海岸線に位置している。東海岸のこれらの居住地をつなぐ舗装道路はダルバから始まり、ダルバから68kmの位置にあるモロタイ東岸の主要都市ベレベレまで繋がっている。

## 自治体
県は5の郡（kecamatan）からなり、2010年の調査では人口は以下のようであった。
| Name                  | English name      | Population Census 2010 |
| --------------------- | ----------------- | ---------------------- |
| Morotai Selatan       | South Morotai     | 17,547                 |
| Morotai Timur         | East Morotai      | 7,779                  |
| Morotai Selatan Barat | Southwest Morotai | 18,857                 |
| Morotai Jaya          | Great Morotai     | 7,067                  |
| Morotai Utara         | North Morotai     | 9,226                  |

## 経済
島は森林密度が高く、樹脂や木材の生産が盛んである。2010年10月、インドネシア政府は中華民国にモロタイ島開拓への援助を要求した。2011年にはモロタイ島内でPTハルマヘラ開発投資がエコツーリズムへの投資先を探していた。
島内の児童の救済に焦点を当てて小規模な非営利組織の"ヘルプ・モロタイ"のようなモロタイ島の住民と子供を救済するプロジェクトが計画・展開されている。
州政府は観光を後押しするためにピトゥ空港の国際空港化の取り組みを行っている。ピトゥは7を意味しており、第二次世界大戦中に7本の発着場を持っていたことに由来する。